# قائمة حروب أفغانية
| الصراع                                        | الطرف الأول | الطرف الثاني                                                                                         | النتيجة |
| سلالة لودهيون(1451–1526)                      | سلالة لودهيون(1451–1526) | سلالة لودهيون(1451–1526)                                                                             | سلالة لودهيون(1451–1526) |
| --------------------------------------------- | --- | --- | --- |
| معركة باني بت (1526)                          | لودهيون | سلطنة مغول - الأفغان الموالون لسلطنة المغول                                                          | هزيمة - انتصار لالأفغان الموالون لسلطنة المغول |
| امبراطورية الصوريون(1556-1540)                | | | |
| معركة جوسا (1539)                             | امبراطورية الصوريون | سلطنة مغول - الأفغان الموالون لسلطنة المغول                                                          | انتصار - هزيمة لالأفغان الموالون لسلطنة المغول |
| معركة سرهيند (1555)                           | امبراطورية الصوريون | سلطنة مغول - الأفغان الموالون لسلطنة المغول                                                          | هزيمة - انتصار لالأفغان الموالون لسلطنة المغول |
| الدولة الهوتاكية(1709–1738)                   | | | |
| معركة جيلان أباد (1722)                       | الدولة الهوتاكية | الدولة الصفوية                                                                                       | انتصار |
| حصار اصفهان (1722)                            | الدولة الهوتاكية | الدولة الصفوية                                                                                       | انتصار |
| الحرب العثمانية الهوتاكية (1722–1727)         | الدولة الهوتاكية | الدولة العثمانية                                                                                     | انتصار عسكري - معاهدة همدان |
| معركة دامغان (1729)                           | الدولة الهوتاكية | الدولة الصفوية                                                                                       | هزيمة |
| الدولة الدرانية(1747–1823)                    | | | |
| معركة باني بت الثالثة (1761)                  | الدولة الدرانية | إمبراطورية ماراثا                                                                                    | انتصار |
| معركة ناريلا (1757)                           | الدولة الدرانية | إمبراطورية ماراثا                                                                                    | هزيمة |
| معركة أتوك (1758)                             | الدولة الدرانية | إمبراطورية ماراثا                                                                                    | هزيمة |
| معركة بيشاور (1758)                           | الدولة الدرانية | إمبراطورية ماراثا                                                                                    | هزيمة |
| الحروب الأفغانية السيخية (1813)               | الدولة الدرانية | إمبراطورية السيخ                                                                                     | هزيمة |
| إمارة أفغانستان(1823–1926)                    | | | |
| حصار هرات (1937–1938)                         | إمارة أفغانستان | الدولة القاجارية                                                                                     | انتصار |
| الحرب الإنجليزية الأفغانية الأولى (1839–1842) | إمارة أفغانستان | الإمبراطورية البريطانية - شركة الهند الشرقية البريطانية                                              | انتصار - انسحاب الهند البريطانية بعد تخليها عن هدفها الحربي. - دوست محمد خان يستعيد العرش الأفغاني. |
| تمرد خوست (1856–1857)                         | إمارة أفغانستان | القبائل المتمردة - خوستوال - وزيري                                                                   | انتصار الحكومة - قمعت التمرد. |
| الحرب الإنجليزية الأفغانية الثانية(1878–1880) | إمارة أفغانستان | الإمبراطورية البريطانية - الراج البريطاني                                                            | هزيمة - الانسحاب البريطاني بعد تحقيق الأهداف السياسية المنشودة من خلال معاهدة جاندماك. - المناطق الحدودية القبلية في أفغانستان التي ضمتها الراج البريطانية. - أصبحت أفغانستان محمية بريطانية.                                 |
| انتفاضات الهزارة (1888–1893)                  | القوات الأفغانية الموالية لعبد الرحمن خان. | القوات الأفغانية الموالية لشير علي خان بما في ذلك شعب الهزارة.                                       | النصر لعبد الرحمن خان - قتل وتشريد 60٪ من سكان الهزارة بما في ذلك 35,000 عائلة فرت إلى شمال أفغانستان ومشهد (إيران) وكويتا (باكستان).                                                                                         |
| تمرد خوست (1912)                              | إمارة أفغانستان | القبائل المتمردة - مانجال - جادران                                                                   | انتصار الحكومة - قمعت التمرد. |
| الحرب الإنجليزية الأفغانية الثالثة(1919)      | إمارة أفغانستان | الإمبراطورية البريطانية - الراج البريطاني                                                            | مأزق - معاهدة راولبندي - عملية عسكرية غير حاسمة. - انتصار استراتيجي بريطاني مع إعادة تأكيد خط ديورند كحدود. - الاستقلال الأفغاني مع السيادة الكاملة في الشؤون الخارجية. - إعادة تأكيد خط ديورند.                              |
| تمرد اليزاي(1923)                             | إمارة أفغانستان | القبائل المتمردة - أليزاي                                                                            | انتصار الحكومة - قمعت التمرد. |
| تمرد خوست (1924–1925)                         | إمارة أفغانستان | رجال القبائل المتمردين - علي خيل - سليمان خيل - مانجال                                               | انتصار الحكومة - قمعت التمرد. |
| الصراع ورتوتاغي (1925–1926)                   | إمارة أفغانستان | الاتحاد السوفيتي                                                                                     | اتفاقية سلام - أفغانستان ملزمة بكبح جماح غارة بسماشي الحدودية. - يلتقط الاتحاد السوفياتي ورتوتاغي. يعيدها لاحقًا. |
| مملكة أفغانستان(1926–1973)                    | | | |
| الحرب الأهلية الأفغانية (1928–1929)           | أمان الله خان (حتى 14 يناير 1929) عناية الله خان (14– 17 يناير 1929) علي احمد خان (17 يناير - 9 فبراير 1929) قبائل مختلفة مناهضة للسقاويين - وردك - ميدان - جالريز - سنغالخ محمد نادر شاه (مارس –اكتوبر 1929) التدخل ضد الماساتشي: الاتحاد السوفيتي | رجال القبائل شينواري (14 نوفمبر– ديسمبر 1928) السقاويون (نوفمبر 1928 بعد) بالتعاون مع: بسماشي (1929) | انتصار ضد السقاوي. تغيير النظام المزدوج. - الإطاحة بأمان الله خان على يد حبيب الله كلكاني ، وتبع ذلك الإطاحة بحبيب الله كلكاني على يد محمد نادر شاه.                                                                          |
| تمرد شينواري (1930)                           | مملكة أفغانستان | القبائل المتمردة - رجال القبائل شينواري                                                              | انتصار الحكومة - قمعت التمرد. |
| تمرد كوهستان (1930)                           | مملكة أفغانستان | السقاويون                                                                                            | انتصار الحكومة - قمعت التمرد. |
| ثورات القبائل الأفغانية بين عامي (1944–1947)  | مملكة أفغانستان | القبائل المتمردة - زادران - مانجال - آسفي                                                            | انتصار الحكومة - قمعت التمرد. |
| تمرد الهزارة (1945–1946)                      | مملكة أفغانستان | القبائل المتمردة - هزارة تحت حكم إبراهيم بك.                                                         | انتصار الحكومة - قمعت التمرد. |
| جمهورية أفغانستان الديمقراطية(1978–1987)      | | | |
| الحرب السوفيتية في أفغانستان(1979–1989)       | الإتحاد السوفييتي جمهورية أفغانستان الديمقراطية | المجاهدين                                                                                            | انتصار المجاهدين - اتفاقيات جنيف 1988. - انسحاب القوات السوفيتية من أفغانستان. - تستمر الحرب الأهلية الأفغانية. |
| جمهورية أفغانستان(1987–1992)                  | | | |
| الحرب الأهلية الأفغانية(1989–1992)            | جمهورية أفغانستان | المجاهدين                                                                                            | انتصار المجاهدين - تغيير النظام - إقامة دولة أفغانستان الإسلامية بقيادة برهان الدين رباني. |
| دولة أفغانستان الإسلامية(1992–2001)           | | | |
| الحرب الأهلية الأفغانية(1992–1996)            | دولة أفغانستان الإسلامية | طالبان القاعدة                                                                                       | تغيير النظام - دخل طالبان إلى كابل وأسسوا إمارة أفغانستان الإسلامية غير المعترف بها إلى حد كبير. |
| الحرب الأهلية الأفغانية(1996–2001)            | دولة أفغانستان الإسلامية - التحالف الشمالي | إمارة أفغانستان الإسلامية - طالبان القاعدة                                                           | مأزق - جمود جبهات متفاوتة بين طالبان وقوات التحالف الشمالي. |
| إمارة أفغانستان الإسلامية(1996–2001)          | | | |
| الحرب الأهلية الأفغانية(1996–2001)            | إمارة أفغانستان الإسلامية - طالبان القاعدة | دولة أفغانستان الإسلامية - التحالف الشمالي                                                           | مأزق - جمود جبهات متفاوتة بين طالبان وقوات التحالف الشمالي. |
| جمهورية أفغانستان الإسلامية(2001–2021)        | | | |
| الحرب في أفغانستان(2001–2021)                 | جمهورية أفغانستان الإسلامية قوات المساعدة الدولية لإرساء الأمن - الولايات المتحدة - المملكة المتحدة - ألمانيا - إيطاليا - جورجيا - بولندا - رومانيا - تركيا - أستراليا                                                                              | طالبان القاعدة                                                                                       | جاري التنفيذ - تدمير معسكرات تدريب متشددي القاعدة. - سقوط حكومة طالبان. - تأسيس جمهورية أفغانستان الإسلامية تحت إدارة كرزاي. - بداية تمرد طالبان. - وفاة أسامة بن لادن في باكستان. - بداية مرحلة الحرب 2015 إلى الوقت الحاضر. |